# Zadworze
Zadworze [pronunciación en polaco: /zadˈvɔʐɛ/] es un pueblo ubicado en el distrito administrativo de Gmina Urzędów, dentro del Condado de Kraśnik, Voivodato de Lublin, en Polonia oriental. Se encuentra aproximadamente a 9 kilómetros al noreste de Urzędów, a 12 kilómetros al norte de Kraśnik, y a 34 kilómetros al suroeste de la capital regional Lublin.